# Caffarelli (famiglia)

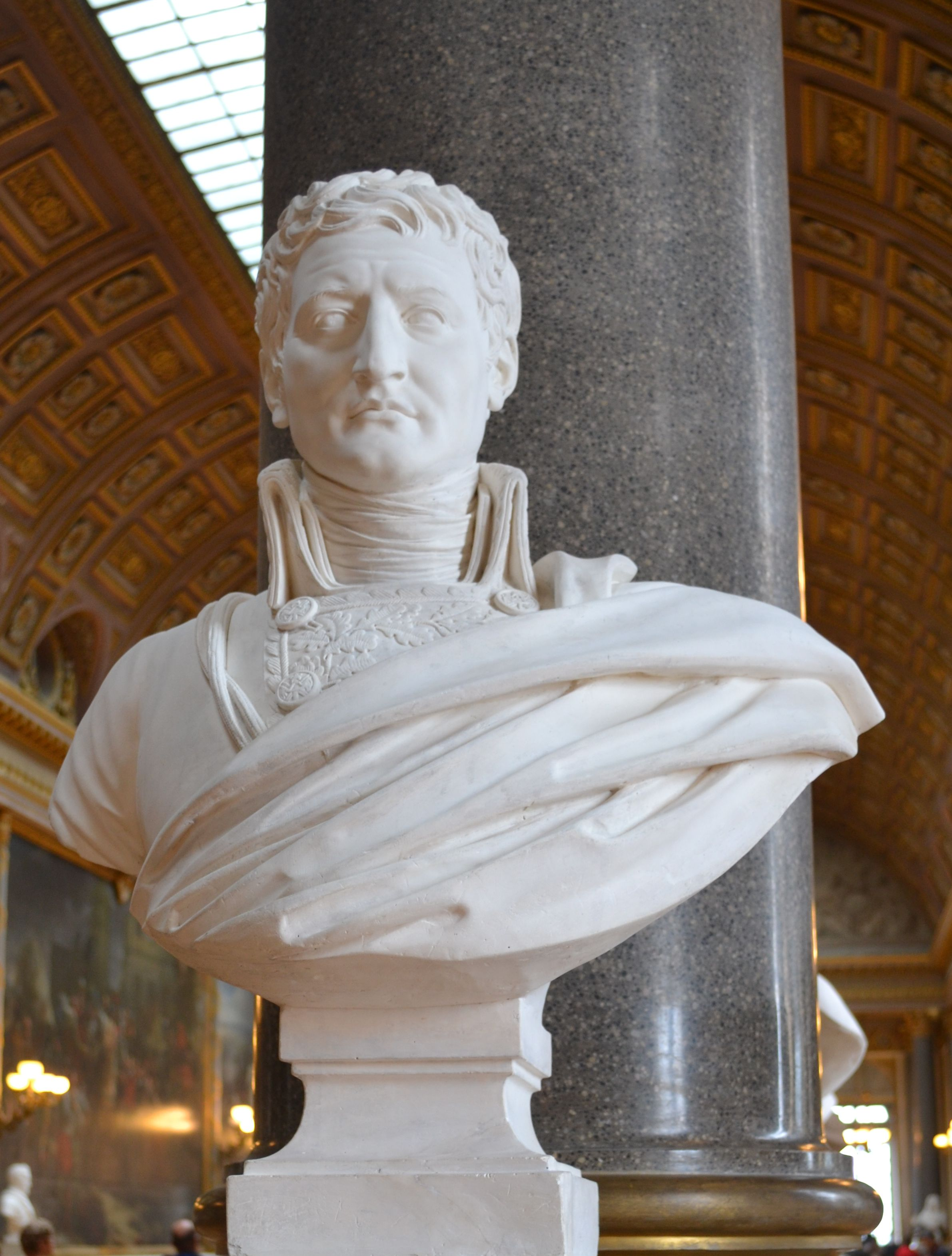
Busto di Louis Marie Maximilien de Caffarelli du Falga, Galleria delle Battaglie della Reggia di Versailles.

I Caffarelli sono una famiglia principesca e ducale romana tuttora fiorente, il cui attuale ramo francese fu elevato nel 1831 da re Luigi Filippo I alla paria di Francia. Appartenne a questa casata il celebre segretario di stato, mecenate del ‘600 romano nonché cardinal nipote di papa Paolo V, Scipione Caffarelli-Borghese.
Già barones ben documentati a partire dal Basso Medioevo romano, sappiamo invece dalla tradizione essere papa Adodato II il più antico membro menzionato di appartenere al ramo originario dei Caffarelli.
Tra gli esponenti più importanti di questa famiglia, succedutisi ininterrottamente tra l’anno 1157 e l’anno 1939, tramite documentazione storica certa vi presero parte e senza soluzione di continuità: senatores, banchieri, latifondisti, crociati, feudatari dell’Impero, prelati, generali napoleonici e deputati del Regno d’Italia.

## Storia

### Origini
La prima attestazione della sua presenza si ritiene sia in un'iscrizione del 1157 presso Porta Metronia dove allora erano stabiliti, in cui si ricordano tre senatori di questa famiglia, il primo dei quali fu Parenzo senior vissuto attorno al 1100. Sembra tuttavia non provata la presunta parentela tra questi e l'antica e potente famiglia romana dei Parenzi fiorente tra XI e XIII secolo.
Il primo componente documentato ad usare questo cognome fu Stefano Capharellus vissuto alla fine del secolo XII in qualità di Senatore di Roma nel 1189, da allora la famiglia viene annoverata tra quelle del ceto romano dei mercatores attiva anche in ambito internazionale e che per lungo tempo ricoprì ripetutamente la carica di Conservatore di Roma.

### Ascesa
Il nome della famiglia è ancora vivo in quanto legato in passato al possesso a Roma di una grande tenuta lungo la via Appia originata dall'unificazione di tenute ivi preesistenti attuata nel 1500 e che corrisponde al parco della Caffarella.
Tra i titoli feudali di cui godette, si ricordano Assergi con titolo ducale (con le annesse località di Filetto, Camarda e Aragno) acquisiti all'inizio del secolo XVII dopo la dissoluzione della famiglia di Beatrice Cenci precedenti titolari, e Torano ceduto dai Colonna nel 1520.
La famiglia Caffarelli nel passato si era ingrandita, come altre famiglie nobili romane, tanto da possedere tenute e casali che si snodavano da Roma ad Ardea lungo le vie Appia e Ardeatina all'interno dell'agro romano e includeva le tenute di Valle Lata, Tufetto, Carroceto, Campo del Fico e Casalazzara, acquisite con atto notarile il 30 marzo 1461 da Antonio Caffarelli che così le sottraeva alla potente famiglia dei Colonna, i quali però mantenevano Ardea e il dominio politico su tutto il Lazio meridionale e i suoi centri. Nella città di Aprilia, sorta dall'esproprio di tali territori, esiste una tenuta Caffarelli.

### XVI, XVII e XVIII secolo
Dai fratelli Ascanio (+1575) e Prospero (+1579) discendono per via femminile i due rami dei Caffarelli sopravvissuti fino ad oggi: quelli che avevano il palazzo al Campidoglio e quelli con i palazzi alla Valle. Con la morte di Giuseppe Caffarelli (+1871) si sono estinti i Caffarelli del Campidoglio. A subentrare nella primogenitura ordinata nel 1670 da Baldassarre Caffarelli fu indicato da Pio IX il conte Giuseppe Negroni, che ne assunse il cognome e le armi. I Caffarelli alla Valle si sono estinti con Anna Caffarelli (+1693) che dispose una primogenitura con l’obbligo di assumere il cognome e le armi Caffarelli. Per morte di Alessandro Minutillo Caffarelli (+1773) la primogenitura passò a Filippo Vergara, duca di Craco, suo nipote ex sorore che aggiunse il cognome e inserì nello stemma anche quello Caffarelli.

## Residenze
Noti sono il Palazzo Caffarelli al Campidoglio fatto costruire nella prima metà del Cinquecento da Ascanio sulle proprietà della sua famiglia adiacenti al Palazzo dei Conservatori, il Palazzo Vidoni Caffarelli in Via del Sudario e il palazzo Negroni Caffarelli in Via dei Condotti.

## Duchi di Assergi (1658)
- Gaspare Caffarelli (m. 1676), I duca di Assergi.
- Gian Pietro Caffarelli (m. 1694), II duca di Assergi.
- Alessandro I Caffarelli (m. 1709), III duca di Assergi.
- Baldassarre I Caffarelli, IV duca di Assergi
- Alessandro II Caffarelli, V duca di Assergi.
- Baldassarre II Caffarelli, VI duca di Assergi.
- Gaetano I Caffarelli (1732-1801), VII duca di Assergi.
- Baldassare III Caffarelli (m. 1849), VIII duca di Assergi.
- Gaetano II Caffarelli, IX duca di Assergi.
- Luigi Caffarelli, X duca di Assergi.
- Giuseppe I Caffarelli, XI duca di Assergi.
- Carolina Caffarelli, XII duchessa di Assergi.
- Giuseppe II Caffarelli Negroni (1815-1882), XIII duca di Assergi
- Francesco di Paola Caffarelli Negroni (1865-1962), XIV duca di Assergi.
- Giuseppe III Caffarelli Negroni (1890-1983), XV duca di Assergi.
- Franco Caffarelli Negroni (1922-2007), XVI duca di Assergi.
- Pier Parenzo Caffarelli Negroni (1924-2015), XVII duca di Assergi.
- Stefano Caffarelli Negroni (n. 1970), XVIII duca di Assergi.

## Prelati
- Giovanni Caffarelli, vescovo di Forlì (1427 - 1437); vescovo di Ancona (1437 - 1460)
- Prospero Caffarelli, vescovo principe di Ascoli Piceno (1463 - 1500); Nunzio Apostolico presso l'imperatore Federico III e il re d'Ungheria (1480)
- Giacomo Caffarelli, canonico della Basilica di Santa Maria Maggiore (XV secolo)
- Giovanni Caffarelli, vescovo di Fondi (1552 - 1555)
- Fausto Caffarelli, vescovo di Fondi (1555 - 1566)
- Scipione Caffarelli-Borghese (1576-1633), cardinale Segretario di Stato
- Prospero Caffarelli (1593-1659), cardinale
- Fausto Caffarelli (1595-1651), arcivescovo di Santa Severina (1624 - 1651); nunzio apostolico presso il Ducato di Savoia (1634 - 1651)
- Francesco Caffarelli, governatore di Roma e vicecamerlengo di Santa Romana Chiesa nel 1706
- Michelangelo Caffarelli, canonico della Basilica di San Giovanni in Laterano nel 1716
- Francesco Caffarelli (1730-1758), canonico della Basilica di San Pietro in Vaticano
- Gaspare Caffarelli (1737-1756), canonico della Basilica di San Giovanni in Laterano
- Giovanni Battista Caffarelli, canonico della Basilica di San Pietro in Vaticano nel 1763

## Militari
- Carlo Vergara Caffarelli
- Francesco Caffarelli - Croce Rossa Italiana